# Josep Joan Alfonso i Villanueva
Josep Joan Alfonso i Villanueva (Vigo, Galícia, 8 de juliol de 1940 – Palma, 20 de novembre de 2008) fou un economista i polític mallorquí.

## Trajectòria
Era fill d'un antic militant d'Esquerra Republicana Balear. Passà la infantesa a Petra, va fer el batxillerat a Manacor, es graduà en magisteri a Palma el 1959 i es llicencià en ciències econòmiques a la Universitat de Barcelona en 1965. Allí conegué Narcís Serra i Pasqual Maragall i s'afilià al PSUC. Publicà articles d'economia a Diario de Mallorca i Serra d'Or.
El 1969, retornat a Mallorca, participà com a assessor en el IV Ple del Consell Econòmic Sindical de les Illes Balears, per al qual elaborarà el considerat Llibre Blanc de l'Hostaleria a les Illes Balears.
En 1976 es va afiliar al PSIB-PSOE, amb el qual fou escollit conseller del Consell Insular de Mallorca i diputat a les eleccions al Parlament de les Illes Balears de 1983, 1987 i 1991. El 1979-1980 formà part amb Félix Pons Irazazábal, Gregori Mir Mayol, Joan Ramallo Massanet, Bartomeu Colom Pastor i Miquel Alenyà Fuster de la comissió del PSIB-PSOE per elaborar un esborrany d'estatut d'autonomia balear.
De 1993 a 1995 fou portaveu del Grup Socialista al Parlament de les Illes. Entre 1981 i 1991 fou gerent de l'Empresa Municipal de Transports de Palma. El 1996 va impulsar l'Associació d'Antics Parlamentaris de les Illes Balears.

## Obres
- Anàlisis socieconómico de la hostelería en Baleares (1969)